# Laura Lizette Sander
Laura Lizette Sander, née le 15 mai 2004 à Pärnu, est une coureuse cycliste estonienne, spécialisée à la fois dans le cyclisme sur route et le cyclo-cross.

## Carrière
Elle commence sa carrière élite en 2022 au sein de l'équipe AG Insurance-NXTG, l'équipe de développement de la World Tour AG Insurance-Soudal.
Elle fait le doublé en 2023 et 2024 aux championnats d'Estonie en remportant le titre national, tant sur la course en ligne que sur le contre-la-montre.
Pour la saison 2025, elle change d'équipe au profit de Hess Cycling. La formation britannique est cependant en proie à des difficultés financières, et n'est toujours pas enregistrée par l'UCI comme équipe continentale au 13 mars. Face à ces problèmes, la coureuse estonienne décide finalement de s'engager avec le Team Coop-Repsol pour le reste de la saison.

## Palmarès sur route

### Par année
- 2019
  -  Médaillée de bronze du contre-la-montre au Festival olympique de la jeunesse européenne
- 2021
  -  Championne d'Estonie sur route juniors
  -  Championne d'Estonie contre-la-montre juniors
- 2022
  -  Championne d'Estonie sur route juniors
  -  Championne d'Estonie contre-la-montre juniors
  - 2e de Gand-Wevelgem juniors
  -  Médaillée de bronze du championnat d'Europe du contre-la-montre en relais juniors
  - 9e du championnat du monde de contre-la-montre juniors
- 2023
  -  Championne d'Estonie sur route
  -  Championne d'Estonie contre-la-montre
  - 2e du Randers Bike Week
- 2024
  -  Championne d'Estonie sur route
  -  Championne d'Estonie contre-la-montre
  - 3e du Tour d'Estonie
  - 10e du championnat du monde du contre-la-montre espoirs
  - 10e du championnat d'Europe du contre-la-montre espoirs
- 2025
  -  Championne d'Estonie contre-la-montre
  - 2e du championnat d'Estonie sur route

### Résultats sur les grands tours

#### Tour d'Espagne
1 participation
- 2025 : non-partante (3e étape)

### Classements mondiaux
| Année                                 | 2023 | 2024 |
| ------------------------------------- | ---- | ---- |
| Classement UCI                        | 279e | 169e |
|                                       |      |      |
| Légende : nc = non classéSource : UCI |      |      |

## Palmarès en cyclo-cross
- 2020-2021
  -  Championne d'Estonie de cyclo-cross juniors
- 2021-2022
  -  Championne d'Estonie de cyclo-cross
- 2023-2024
  -  Championne d'Estonie de cyclo-cross